# Angerberg
Angerberg es una localidad del distrito de Kufstein, en el estado de Tirol, Austria, con una población estimada a principio del año 2018 de 1890 habitantes. 
Se encuentra ubicada al noreste del estado, al este de la ciudad de Innsbruck —la capital del estado—, en el valle del río Eno y cerca de la frontera con Alemania (estado de Baviera), al norte.